# Andreas Fellhauer
Andreas Fellhauer (* 16. September 1971) ist ein ehemaliger deutscher Fußballspieler und heutiger -trainer.

## Karriere als Spieler

### Verein
Andreas Fellhauer begann mit dem Vereinsfußball beim Mannheimer Stadtteilklub SpVgg Sandhofen. Über den VfR Mannheim kam Fellhauer noch als Jugendlicher 1988 zum SV Waldhof Mannheim und konnte in der Saison 1989/90 seine ersten Einsätze in der Profimannschaft (Bundesliga) verzeichnen. Sein Erstligadebüt gab er 18-jährig am 1. Mai 1990 im Spiel gegen den 1. FC Köln (0:6). Die Saison endete mit dem Abstieg in die zweite Liga. Ab der Saison 1991/92 kam Fellhauer regelmäßig zum Einsatz. Der Wiederaufstieg in die Bundesliga wurde indes nie erreicht. 1994 ging er zurück zum VfR Mannheim, der in der Regionalliga Süd antrat. Dort war er vier Jahre eine feste Größe, ehe er zum 1. FC Saarbrücken (Regionalliga West/Südwest) wechselte. Bei den Saarländern kam er verletzungsbedingt nur zu drei Ligaeinsätzen und beendete danach seine höherklassige Karriere. Ab 2000 war er für die zweite Mannschaft der Saarbrücker aktiv und spielte danach noch für Amateurvereine wie den FC Kleinblittersdorf und die SG Ensheim.

### Nationalmannschaft
Als Spieler des SV Waldhof kam Fellhauer 1992 zu zwei Einsätzen in der U-21-Nationalmannschaft.

### Statistik
| Liga                      | Spiele (Tore) |
| ------------------------- | ------------- |
| Bundesliga                | 002 0(0)      |
| 2. Bundesliga             | 082 0(2)      |
| Regionalliga Süd          | 124 (10)      |
| Regionalliga West/Südwest | 003 0(0)      |
| Wettbewerb                |               |
| DFB-Pokal                 | 008 0(0)      |

Hinzu kommt eine unbekannte Anzahl an Spielen unterhalb der Regionalligen sowie in Verbandspokalen.

## Karriere als Trainer
Beim 1. FC Saarbrücken betreute Fellhauer Jugendmannschaften und ist aktuell (2011/12) Cheftrainer der zweiten Mannschaft (Oberliga Südwest) sowie Co-Trainer der Drittligamannschaft.

## Privates
Seine Kinder, die Zwillinge Kim und Robin sind auch professionelle Fußballspieler geworden.